# Centre national de recherche en archéologie
Le Centre national de recherche en archéologie (CNRA) en arabe : المركز الوطني للبحث في علم الآثار, est un établissement algérien à caractère scientifique et technologique (EPST) créé en 2005, qui dépend du ministère de la Culture. Son siège était établi à Dar El Hamra, dans la Basse Casbah à Alger. En 2021, le centre a déménagé au sein du Complexe algérien de l’archéologie (CAA) à l’entrée est de Tipasa.

## Historique
La création du centre national de recherche en archéologie (CNRA) est issu de la restructuration de l’ex-Agence nationale d’archéologie (ANA).
Le centre a été créé par décret exécutif le 22 décembre 2005, paru au journal officiel N°83 du 25 décembre 2005.
Le centre national de recherche en archéologie (CNRA) a reçu le prix européen Capo Cireceo, en Italie, pour l’année 2019, en signe de reconnaissance pour l’énorme travail effectué en Algérie et sa contribution dans le domaine de l’archéologie à l’international.
Le centre a signé en 2006 une convention de cinq ans renouvelable avec le laboratoire Archéologies d’Orient et d’Occident et textes anciens (AOROC) sous la supervision du Centre national de la recherche scientifique (CNRS), pour la constitution d’une mission archéologique mixte pour effectuer des fouilles et recherches approfondies à Tazoult - Lambèse.
En 2018, le CNRA a signé une convention cadre de partenariat scientifique avec Aix Marseille Université (AMU). Cette convention a été portée par le Centre Camille Jullian, composante de la Maison Méditerranéenne des Sciences de l’Homme (MMSH). Ce partenariat porte sur la formation d’experts en céramologie et la formation diplômante de chercheurs archéologues spécialisés en archéologie subaquatique.
En mai 2021, le centre a déménagé à nouveau à Tipasa, pour s’installer au sein du Complexe algérien de l’archéologie (CAA).
En janvier 2021, le centre a présenté avec d’autres organismes nationaux la nouvelle carte archéologique de l’Algérie sous forme d’application interactive. C’est un programme de mise à jour de l’Atlas archéologique de l'Algérie réalisé par l’archéologue français Stéphane Gsell en 1911 durant la période coloniale, intitulé "Atlas archéologique de l’Algérie". Cette nouvelle carte englobe 15 200 sites dont 7 640 recensés dans l’Atlas de Gsell et 7 652 nouveaux sites recensés.
Au mois de septembre 2022, une convention de partenariat dans le domaine de la géologie appliquée et l’archéologie a été signée entre le Centre national de recherche en archéologie (CNRA) et Aix Marseille Université (AMU). Cette convention permettra au centre de bénéficier d’un ensemble de matériels, d’équipements de recherche et de services, et bénéficier de formations dans le domaine du patrimoine.

## Missions
Parmi l’ensemble des missions qui lui sont dévolues, le Centre National de Recherche en Archéologie a pour principales missions:
- d’entreprendre des recherches et des études en archéologie et d’exploiter les différents résultats qui en découlent et de participer à des opérations d’archéologie préventive[8] ;
- de mener des recherches scientifiques dans les domaines de l’archéologie pour contribuer à la connaissance du passé de l’Algérie, du grand Maghreb et de l’Afrique du Nord ;
- d’entreprendre tous travaux scientifiques ayant pour objectif la connaissance et la délimitation des espaces archéologiques considérés comme lieux d’interaction entre les hommes et leur environnement ;
- d’élaborer des cartographies et Atlas archéologiques nécessaires et indispensables à la planification et la détermination des priorités en matière d’aménagement et de mise en valeur du patrimoine national ;
- de constituer un fonds documentaire et une banque de données archéologique ;
- de participer à l’enseignement et à la diffusion du savoir.

## Activités
- Au terme des fouilles menées entre 2006 et 2010 dans le site archéologique Lambèse-Tazoult, des archéologues algériens et français ont mis au jour une célèbre fresque unique dans le monde romain du sacrifice manqué de Phrixos et Hellé puis la fresque de la Tigresse[9].

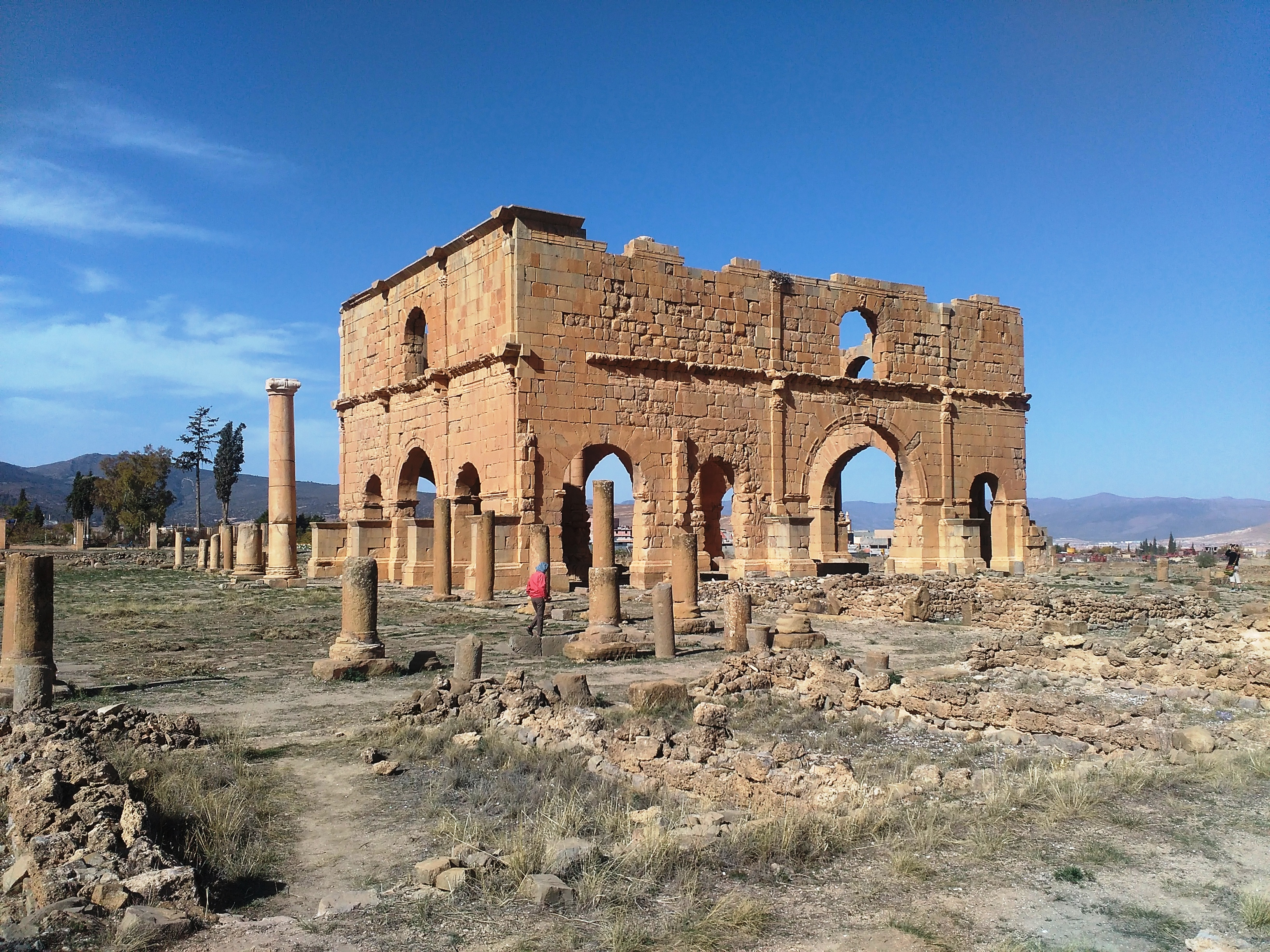
Le site archéologique de Lambèse.

- En 2013, des fouilles archéologiques ont été entamées à la Place des martyrs, par un groupement mixte franco-algérien constitué du Centre national de recherche en archéologie (CNRA) et de l’Institut national de recherches archéologiques préventives (INRAP)[10]. Ces fouilles ont permis d’exhumer des vestiges datant de la fin du Ier siècle av. J.-C., en passant par les époques byzantine et ottomane jusqu’à l’époque de la colonisation française[11]. Une partie des objets mis au jour sera ainsi exposée au Musée national des antiquités et des arts islamiques, mais les vestiges immobiliers seront eux présentés dans un musée construit au sein de la station de métro Place des martyrs[12]. La découverte la plus importante est un trésor monétaire trouvé dans un vase en céramique vernissée contenant 385 pièces de monnaie en argent de provenances diverses, émises pendant les règnes de Philippe II, Philippe III et Philippe IV rois d’Espagne et des Indes, appartenant à la dynastie autrichienne des Habsbourg[13].

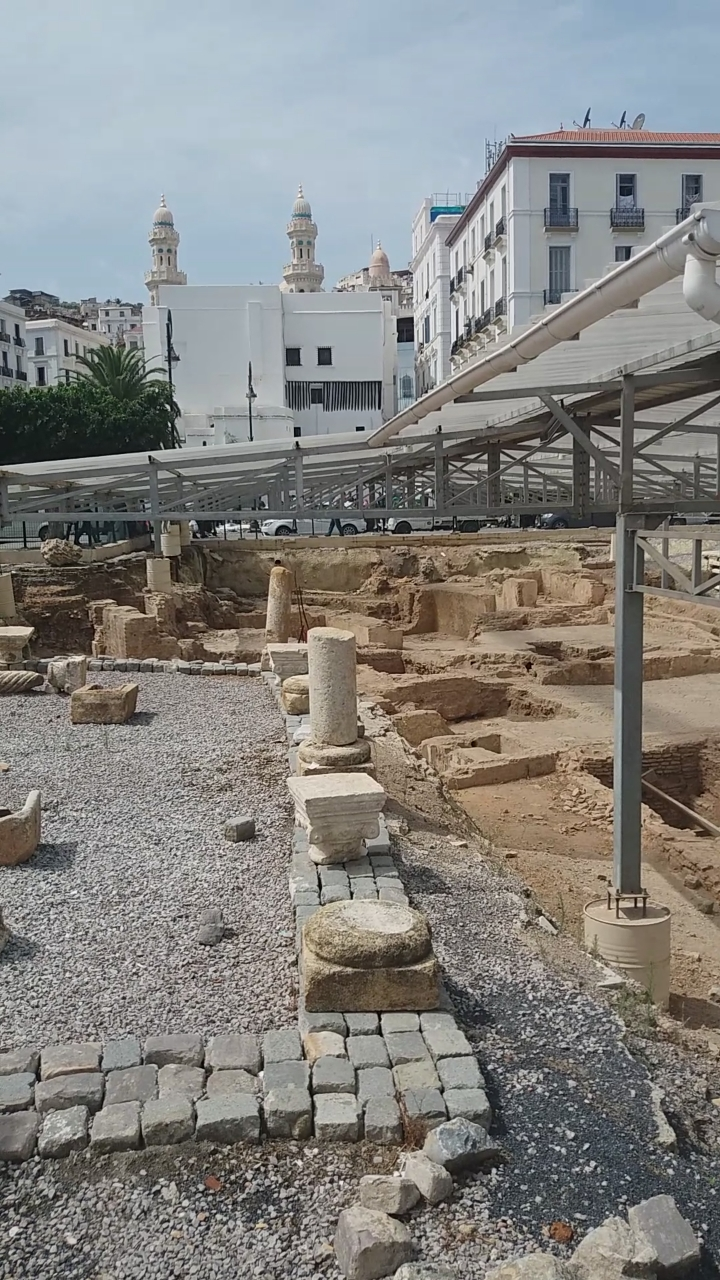
Les fondations de la Mosquée Es-sayida du XVIe siècle, démolie par les occupants français en 1831, mise au jour à la Place des Martyrs en 2013.

- Au mois de mars 2013, une équipe d’archéologues du CNRA ont découvert un site archéologique majeur à la commune de Guelaat Bou Sbaa, à Guelma. Il s’agit de la nécropole de l’antique cité romaine AD Villam Servilianam. Pas moins de 40 tombes de différents types ont fait l’objet d’une fouille de sauvetage. D’importants mobiliers funéraires, d’époque romaine, ont été exhumés par cette équipe dont la plupart sont de haute manufacture. Trois types de tombes caractérisent le site archéologique : sous-dalle, sous-tuiles et enfin sous-jarre ainsi qu’un important mobilier funéraire composés essentiellement de Céramique sigillée. Les rites funéraires les plus anciens y sont représentés, de l’ossarium à l’enterrement sous-tuiles (utilisation de la terre cuite)[15].

- En 2015, des archéologues du centre ont découvert dans la vieille Casbah de Sidi El Houari à Oran, un sarcophage punique sculpté d'une longueur de deux mètres[16].

- En 2015, des archéologues du CNRA et de l’Office national du parc culturel de l’Ahaggar (ONPCA) ont effectué des fouilles archéologiques sur le site du tombeau de Tin Hinan à Abalessa à 80 km de Tamanrasset. Ces fouilles se concentraient sur les remblaiements issus de l’intérieur et des parois du monument et amassés autour du tombeau. Les archéologues ont mis au jour des fragments d’os, de bois, de poteries et d’Œuf d’autruche[17].

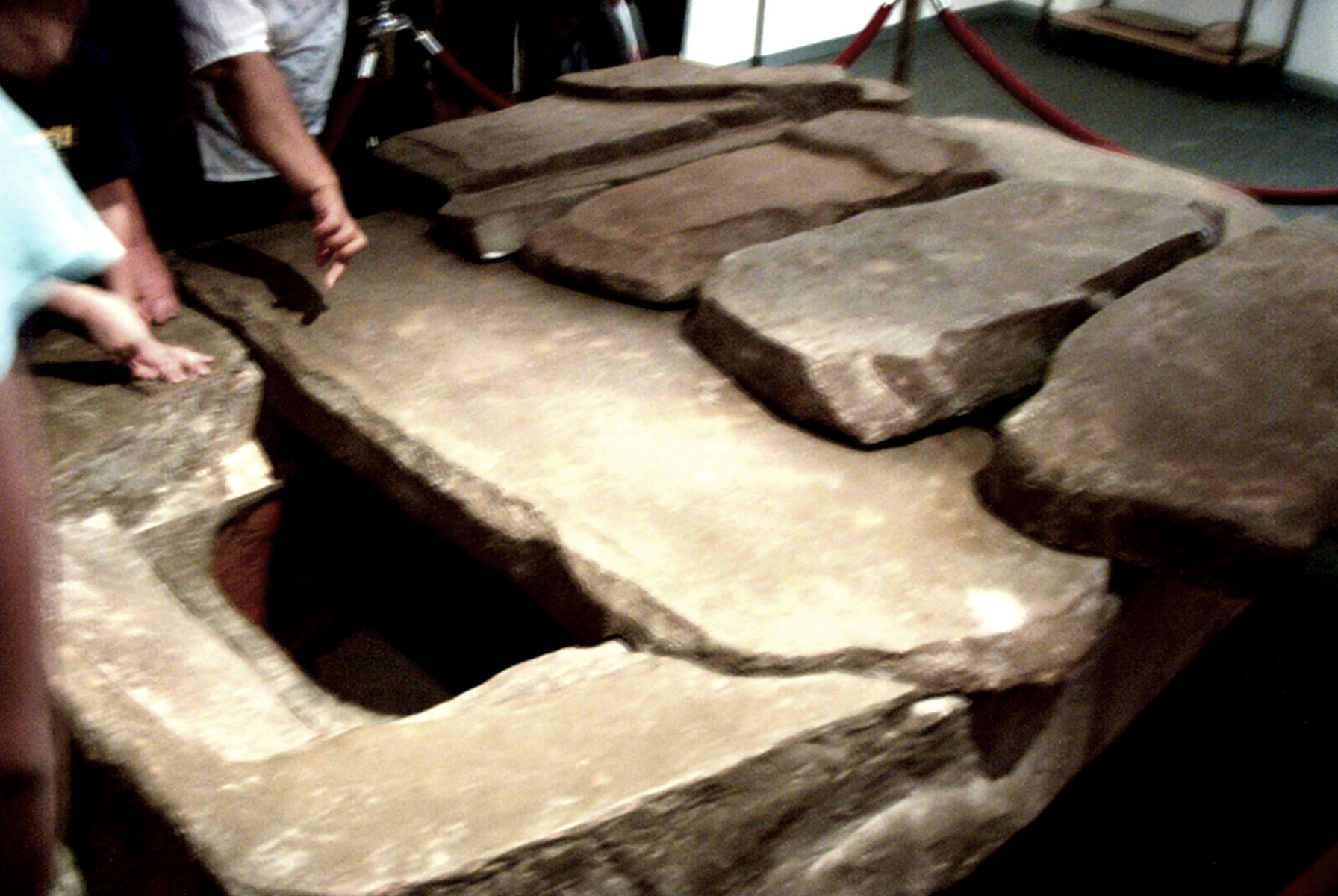
Sépulture de Tin Hinan exposée au Musée national du Bardo à Alger.

- En janvier 2020, des archéologues du centre ont découvert dans une ferme agricole d’époque byzantine à la commune d’Aïn Larbi, située à 31 km au sud du chef-lieu de la wilaya de Guelma, des éléments d’une huilerie, des murs et des structures en opus africanum, des céramiques de cuisson noirâtres noircies par les lampes à feu, de la céramique de table raffinée sigillée ainsi que des doliums de grande contenance pouvant allée jusqu’à 3 000 litres pour le stockage de l’eau et le transport du vin et beaucoup de tessons de céramique peinte[18].

- Au mois de février 2021, une équipe composée de deux chercheurs du (CNRA), ont été dépêchés, à Guelaat Bou Sbaa, commune située à 12 km au nord de Guelma, à la suite d’une découverte archéologique fortuite sur une route située à l’est du chef-lieu de la commune desservant mechta Kémoucha lors de travaux effectués par les services locaux. Un constat préalable a été établi au mois de décembre 2020 après la découverte d’une grande stèle en calcaire gris sur laquelle est représentée la déesse lybique Tanit divinité, selon les croyances carthaginoises, qui veille à la fertilité, aux naissances et à la croissance. Cette mission du (CNRA) s’est soldée par le sauvetage de pas moins de 200 tombes et mobiliers funéraires de différents types et d’époques. C’est une découverte d’une grande importance puisqu’elle vient de mettre au jour les premières dalles de la deuxième nécropole de l’antique cité romaine d’AD Villam Servilianam[19].

- En 2021, des chercheurs du centre ont découvert un cimetière romain remontant au règne de l’empereur Flavius Honorius datant du IVe siècle dans le centre de la commune de Hammam Debagh (wilaya de Guelma). Des pièces archéologiques ont été exhumées, dont la découverte de tombes de plusieurs types[20].

- Au mois de novembre 2022, une équipe de chercheurs du Centre national de recherche en archéologie (CNRA) ont découvert dans la commune de Guelaat Bou Sbaa (wilaya de Guelma) un nouveau site archéologique d’une grande importance appartenant à diverses périodes romaines[21].

- Au mois d'avril 2023, des spécialistes du centre national de recherches en archéologie (CNRA) ont découvert trois sites et vestiges archéologiques à Kenadsa et Lahmar (Wilaya de Béchar), d'où plusieurs pierres portant des inscriptions Tifinagh datant de la préhistoire au Ier millénaire av. J.-C., des dessins et gravures rupestres des espèces des éléphantidés, bovidés et rhinocérotidés, ainsi qu'un cimetière islamique composé de sept tombes et des tumulus datant de plusieurs siècles[22].

- Au mois de mai 2023, les spécialistes et experts du Centre national de recherche en archéologie (CNRA) ont exhumé un important site archéologique de l’époque punique remontant au IIe ou IIIe siècles av. J.-C. dans la région de Sidi Brahem (Gouraya), à l’ouest de la Wilaya de Tipaza. Il s'agit d'un cimetière de 12 caveaux contenant des ustensiles en poterie, du mobilier funéraire, des restes d’ossements humains et des pièces de monnaie en bronze[23].

- Au mois de mai 2024, une équipe de chercheurs du Centre national de recherche en archéologie (CNRA) ont découvert dans la commune de Baghaï dans la Wilaya de Khenchela des vestiges archéologiques et des sépultures datant des périodes byzantine (du VIe siècle au VIIIe siècle) et islamique (tardive du XVe siècle)[24].

- Au mois de mai 2025, une mission spécialisée du CNRA a découvert une nécropole archéologique romaine dans les hauteurs de la ville de Tiaret datant du Ve siècle, où pas moins de 50 tombes ont été mises au jour, dont 25 bien conservées, renfermant des squelettes d’enfants, de femmes et d’hommes[25].
- L’Unesco a demandé à l’Algérie de lui transmettre le dossier concernant la zone tampon maritime du site archéologique de Tipasa, inscrit au patrimoine mondial depuis 1982. En réponse, le ministère algérien de la Culture et des Arts a engagé des travaux en mobilisant plusieurs institutions nationales, dont le Centre national de recherche en archéologie (CNRA), l'Office national de gestion et d’exploitation des biens culturels protégés (OGEBC), le Musée maritime d’Alger, le Centre national de recherches et développement  de la pêche et de l’aquaculture (CNRDPA) et la Marine nationale. Ce projet inédit comprend trois phases : des recherches bibliographiques, des prospections sous-marines autour du port de Tipasa, puis une enquête socioéconomique auprès des pêcheurs locaux et une prospection acoustique. Une première campagne de plongée en février 2025 a donné des résultats encourageants, et les recherches se poursuivront incessamment jusqu’à l’achèvement complet de la mission, conformément aux délais fixés par l’Unesco. L’objectif est de mieux protéger cette zone maritime et de découvrir les trésors archéologiques enfouis dans les fonds marins de Tipasa, à l’image des vestiges exceptionnels retrouvés à Cherchell (Césarée de Maurétanie) ou Gouraya (Gunugus)[26].
- Le 24 juin 2025, une équipe du CNRA a mis au jour, près des rives du barrage Babar, dans la wilaya de Khenchela, une mosaïque antique romaine de 8 M sur 4. Ornée de scènes représentant des personnages et des animaux, cette œuvre reflète des aspects de la vie quotidienne de l’époque. D’après les premières estimations, la mosaïque daterait d’une période comprise entre le IIIe siècle et le Ve siècle[27].

## Publications
Le centre publie plusieurs ouvrages, recueils, travaux et revues dont :
- Nouvelles d’archéologie algérienne (Revue mensuelle)
- Actes du CNRA (Rencontres, colloques et séminaires)
- Bulletin d’archéologie algérienne (Études et analyses concernant les fouilles archéologiques effectuées sur le territoire national)
- Catalogues et brochures

## Direction
- Keltoum Daho Kitouni
- Toufik Hammoum (-2020)
- Amel Soltani (2020-)